# Emmanuel Mbende
Moïse Emmanuel Mbende (* 3. März 1996 in Douala) ist ein kamerunisch-deutscher Fußballspieler.

## Leben und Karriere

### Verein
Mbende kam zusammen mit seinen Eltern im Jahr 2006 nach Deutschland und begann mit dem Fußballspielen in der Jugend des SC Weitmar 45. Der Innenverteidiger wurde in der Folge in die Kreis-Auswahl berufen und zu einem Sichtungs-Training von Borussia Dortmund eingeladen, in deren Jugendbereich er 2008 wechselte. Bei den Dortmundern durchlief er die weiteren Jugendmannschaften bis zur U-19 und kam in der Saison 2014/15 zu drei Einsätzen in der UEFA Youth League.
2015 verließ er Borussia Dortmund und wechselte Ende September zum englischen Zweitligisten Birmingham City, wo er in der Saison 2015/16 im Kader der U-21-Mannschaft stand. Zum Beginn der Saison 2016/17 unterzeichnete Moïse Emmanuel Mbende, nach einem Probetraining, einem Vertrag beim sächsischen Drittligisten Chemnitzer FC einen Zwei-Jahres-Vertrag mit der Option der Vertragsverlängerung um ein weiteres Jahr. Sein erstes Spiel in der 3. Liga absolvierte er am 14. August 2016 (4. Spieltag der Saison 2016/17) beim 2:2-Unentschieden des Chemnitzer FC gegen den VfR Aalen, als Mbende in der 80. Minute für den verletzten Marc Endres eingewechselt wurde.
In Chemnitz kam er in zwei Jahren Vertragslaufzeit zu insgesamt 23 Einsätzen für die Drittligamannschaft. In der Saison 2017/18 absolvierte er lediglich 9 Ligaspiele für den Verein und gehörte zwischenzeitlich nicht mehr dem Kader der Profimannschaft an. Sein zum Saisonende auslaufender Vertrag wurde nicht verlängert. Nach der Insolvenz und dem folgenden Abstieg in die Regionalliga Nordost verließ Mbende den Verein ablösefrei und schloss sich dem niederländischen Zweitligisten SC Cambuur Leeuwarden an. Sein erstes Tor in der Eerste Divisie erzielte er im ersten Saisonspiel beim 2:2 bei NEC Nijmegen. 
Am Ende der Saison 2018/2019 verließ Mbende Cambuur und schloss sich dem Verein Catania Calcio in der italienischen Lega Pro/C an. In der Saison 2019/20 kam er dabei zu 21 Einsätzen, bei denen er ein Tor erzielte. Zur Saison 2020/21 wechselte Mbende zum Ligakonkurrenten US Viterbese 1908, für den er in 28 Ligaspielen vier Tore erzielen konnte, ehe er zur Saison 2021/22 zum Monterosi Tuscia FC wechselte. Nach vier Jahren spielte er ab der Saison 2024/2025 beim FK Gostivari in der Prva Makedonska Liga, der ersten Liga Nordmazedoniens. Dort wurde sein Vertrag nach 27 Pflichtspielen am 7. April 2025 wieder aufgelöst. Laut transfermarkt.de hat er seit Juli 2025 einen Vertrag mit dem maltesischen Verein FC Valletta.

### Nationalmannschaft
Im Rahmen der Qualifikation für die U-20-Fußball-Afrikameisterschaft 2015 stand Mbende 2014 im Kader der Auswahl seines Heimatlandes.